# Teväntö
Teväntö är en sjö i kommunen Loppis i landskapet Egentliga Tavastland i Finland. Arean är 44 hektar och strandlinjen är 3,13 kilometer lång. Sjön  ingår i Karisåns huvudavrinningsområde.   Den ligger omkring 41 km söder om Tavastehus och omkring 63 km nordväst om Helsingfors. 
Norr om sjön ligger en liten ort med samma namn. 